# Нью-Огаста (Міссісіпі)
Нью-Огаста (англ. New Augusta) — місто (англ. town) в США, в окрузі Перрі штату Міссісіпі. Населення — 554 особи (2020).

## Географія
Нью-Огаста розташований за координатами 31°12′13″ пн. ш. 89°1′42″ зх. д. / 31.20361° пн. ш. 89.02833° зх. д. (31.203568, -89.028430).  За даними Бюро перепису населення США в 2010 році місто мало площу 13,82 км², з яких 13,32 км² — суходіл та 0,50 км² — водойми.

## Демографія
Згідно з переписом 2010 року, у місті мешкали 644 особи в 254 домогосподарствах у складі 178 родин. Густота населення становила 47 осіб/км².  Було 319 помешкань (23/км²).
Расовий склад населення:
| - 55,7 % — білих - 42,7 % — чорних або афроамериканців - 0,3 % — корінних американців - 0,2 % — азіатів |

До двох чи більше рас належало 0,9 %. Частка іспаномовних становила 0,9 % від усіх жителів.
За віковим діапазоном населення розподілялося таким чином: 26,1 % — особи молодші 18 років, 62,3 % — особи у віці 18—64 років, 11,6 % — особи у віці 65 років та старші. Медіана віку мешканця становила 37,5 року. На 100 осіб жіночої статі у місті припадало 100,0 чоловіків;  на 100 жінок у віці від 18 років та старших — 89,6 чоловіків також старших 18 років.
Середній дохід на одне домашнє господарство  становив 40 303 долари США (медіана — 37 411), а середній дохід на одну сім'ю — 42 412 долари (медіана — 37 670). Медіана доходів становила 34 464 долари для чоловіків та 26 083 долари для жінок. За межею бідності перебувало 27,5 % осіб, у тому числі 41,2 % дітей у віці до 18 років та 11,1 % осіб у віці 65 років та старших.
Цивільне працевлаштоване населення становило 279 осіб. Основні галузі зайнятості: виробництво — 21,9 %, освіта, охорона здоров'я та соціальна допомога — 16,8 %, роздрібна торгівля — 14,7 %, публічна адміністрація — 14,7 %.